# Пергамент, Михаил Иосифович
Михаил Иосифович Пергамент (15 июня 1930 — 1 октября 2024) — советский и российский учёный в области управляемого синтеза и физики плазмы, лауреат Государственной премии СССР.

## Биография
Родился 15 июня 1930 года. В 1954 году окончил Московский институт химического машиностроения.
С 1958 года работал в РНЦ ТРИНИТИ, с 1979 года — начальник отдела, с 1995 года — директор Отделения магнитных и оптических исследований — заместитель директора ГНЦ РФ ТРИНИТИ.
В 1975 году защитил кандидатскую диссертацию на тему «Экспериментальное исследование механизмов ускорения плазмы в импульсных коаксиальных системах» (Ленинград, 1975. — 145 с.). С 1983 года доктор физико-математических наук. Преподавал на кафедре прикладной физики МФТИ; в 1991 году ему было присвоено звание профессора.
Основные сферы научных интересов — электродинамическое ускорение плазмы и плазмодинамика, физика взаимодействия высокоинтенсивного излучения с плазмой и лазерный термоядерный синтез (ЛТС), техника высокоэнергетических лазеров.
Умер 2 октября 2024 года в возрасте 94 лет.

## Награды
- Лауреат Государственной премии СССР 1986 года — за создание новых методов лазерной диагностики и исследование с их помощью высокотемпературной плазмы.
- Заслуженный деятель науки Российской Федерации (1996).